# آرچیبالد کمبل، اولین مارکز آرگیل
آرچیبالد کمبل، اولین مارکز آرگیل (انگلیسی: Archibald Campbell, 1st Marquess of Argyll؛ مارس ۱۶۰۷ – ۲۷ مه ۱۶۶۱) نظامی و سیاستمدار اهل اسکاتلند بود.